# Buda-Holubievîci, Narodîci
Buda-Holubievîci (în ucraineană Буда-Голубієвичі) este un sat în comuna Holubievîci din raionul Narodîci, regiunea Jîtomîr, Ucraina.

## Demografie
Componența lingvistică a localității Buda-Holubievîci
     Ucraineană (100%)
Conform recensământului din 2001, toată populația localității Buda-Holubievîci era vorbitoare de ucraineană (100%).